# Krążowniki rakietowe typu Ticonderoga
Krążowniki typu Ticonderoga – amerykański typ krążowników rakietowych, które w myśl początkowych planów marynarki wojennej Stanów Zjednoczonych miały być uzupełnieniem uderzeniowych krążowników z napędem nuklearnym (CSGN). Okręty te były początkowo klasyfikowane jako niszczyciele rakietowe (DDG), jednak w celu lepszego odzwierciedlenia ich możliwości bojowych oraz kosztów budowy, zostały przeklasyfikowane na krążowniki rakietowe. 27 wybudowanych jednostek typu Ticonderoga stanowiły jedne z największych wówczas wybudowanych po drugiej wojnie światowej jednostek tej klasy. Wyposażone w zintegrowany (sieciowy) system wykrywania, naprowadzania i kierowania ogniem Aegis okręty, zapewniają współcześnie ochronę przeciwlotniczą, przeciwrakietową oraz przeciwpodwodną lotniskowcowych grup uderzeniowych (LGU) marynarki amerykańskiej, wykonują także zadania samodzielne, w tym uczestnicząc w operacjach reagowania kryzysowego.

## Historia

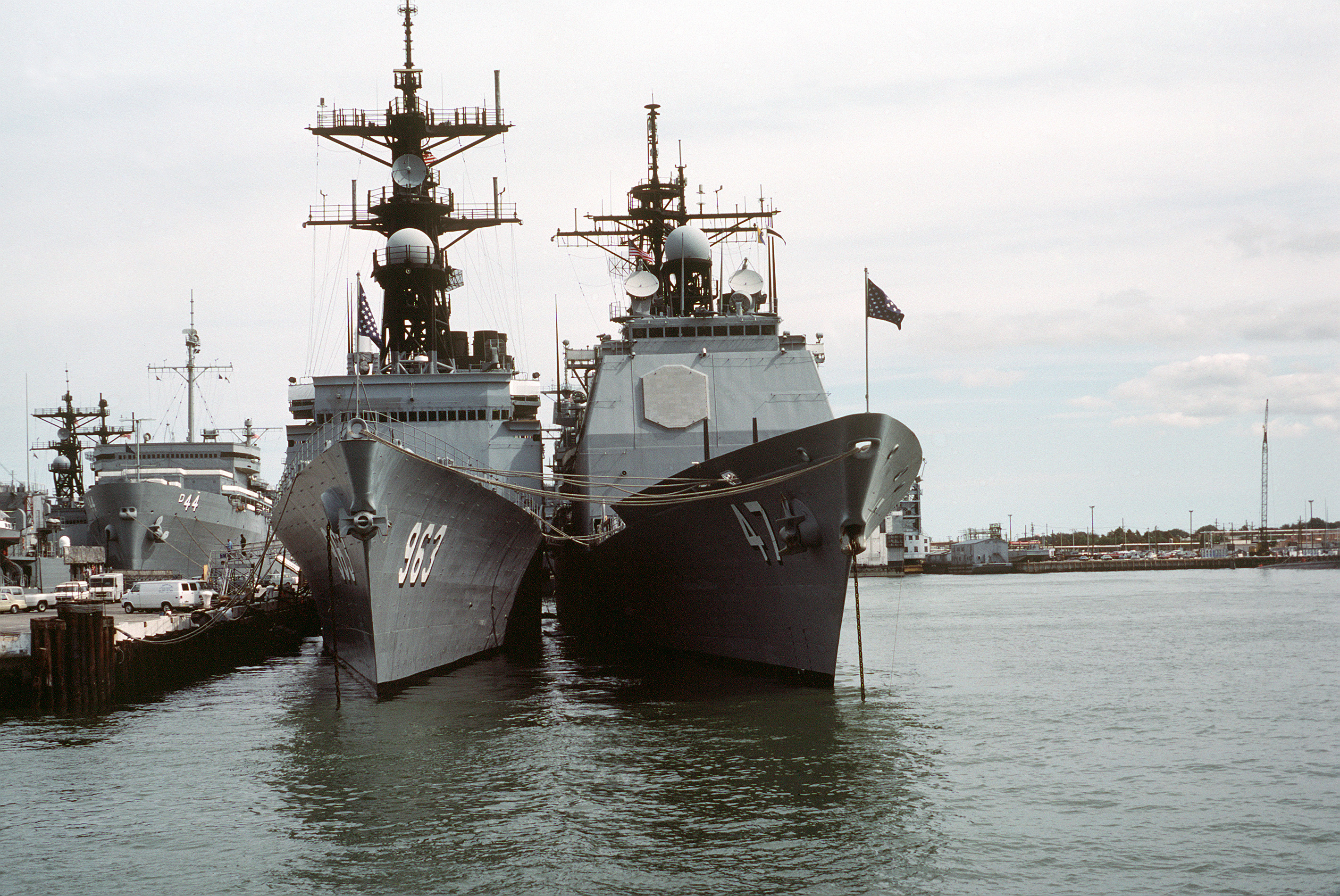
Niszczyciele rakietowe typu Spruance i Krążowniki rakietowe typu Ticonderoga

Zamówienie na pierwsze jednostki typu zostało autoryzowane w budżecie obronnym na rok 1978. Okręty te budowane były modułowo, co ułatwiało późniejszą modernizację, spełniając w ten sposób jedną z naczelnych zasad polityki zakupów uzbrojenia Stanów Zjednoczonych. Okręty wyposażone w nowy system kierowania ogniem Aegis zaprojektowano z użyciem kadłuba i systemu napędowego niszczycieli typu Spruance. Pierwsze okręty tego typu były klasyfikowane jako niszczyciele rakietowe, jednak wraz z rozpoczęciem budowy klasyfikację zmieniono na krążowniki rakietowe. Stępkę pod pierwszy okręt typu USS "Ticonderoga" położono 21 stycznia 1980 w stoczni Ingalls Shipbuilding. Wodowanie nastąpiło 25 kwietnia 1981, wejście do służby 22 stycznia 1983.

## Linie rozwojowe typu Ticonderoga

### Baseline 0
Okręty CG-47 oraz CG-48 posiadały podstawowy system Aegis Mk 7 z radarem SPY-1A, system kontroli uzbrojenia Mk 1, pociski Standard Missile 2MR Block I oraz Mk 116 Mod 4 UBFCS. Pierwsze dwa okręty tego typu początkowo operowały jedynie z jednym helikopterem SH-2F LAMPS-I. W rzeczywistości obydwa okręty zostały później zmodyfikowane także dla celów operacji ze śmigłowcem SH-60B. Obydwa okręty używały komputerów UYK-7, obydwa też zostało zmodyfikowane do standardu Baseline 1, nie używały jednak holowanych sonarów. Ich systemy elektroniczne zostały zmodyfikowane w celu zmniejszenia kosztów obsługi. Zainstalowano także na nich nowe wyrzutnie Mk 41 w miejsce wcześniejszych Mk 26. Ponadto, otrzymały nowe działa o przedłużonym zasięgu w miejsce działek Mk 45, a komputery UYK-43 zastąpiły UYK-7 i UYK-20.
Okręty Baseline 0: USS Ticonderoga (CG-47) • USS „Yorktown” (CG-48)

### Baseline 1
Pierwszych 5 okrętów typu Ticonderoga, od CG-47 do CG-51 posiadały wczesne wersje Aegis Combat System – o mniejszych możliwościach, nie posiadały także systemu wyrzutni pionowych VLS oraz możliwości wystrzeliwania pocisków Tomahawk. W dwóch pierwszych liniach rozwojowych, każda wyrzutnia Mk 26 Mod 1 magazynowała 44 pociski. Z przedniej części okrętu magazynowane były także 20 pociski ASROC. W Baseline 1 systemy okrętu dostosowano jednak do helikopterów SH-60B LAMPS-III, okręty wyposażono w pociski SM-2 MR Block II, the Aegis Combat System w wizualne systemy ekspozycji danych. Zastąpiono także maszty na czterech podstawach, masztami na trójnogu. Modernizacji pod kątem sprawności i łatwości obsługi uległy także ich systemy elektroniczne, zaś podwójne wyrzutnie Mk 26 zastąpione zostały pionowymi grupami wyrzutni Mk41.
Okręty Baseline 1: USS Vincennes (CG-49) • USS Valley Forge (CG-50) • USS Thomas S. Gates (CG-51)

### Baseline 2

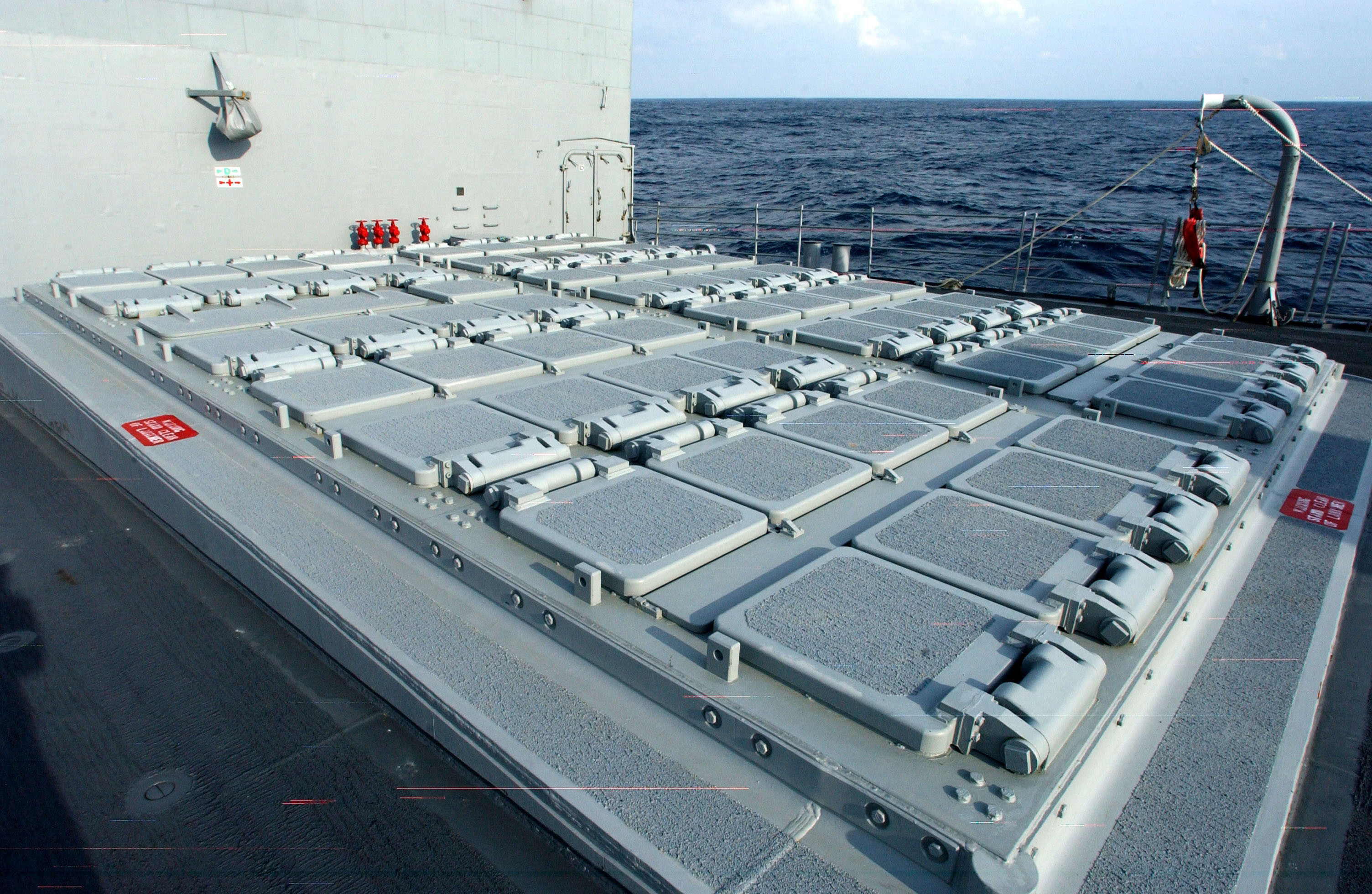
Wyrzutnia Mk-41 VLS okrętu USS San Jacinto (CG-56)

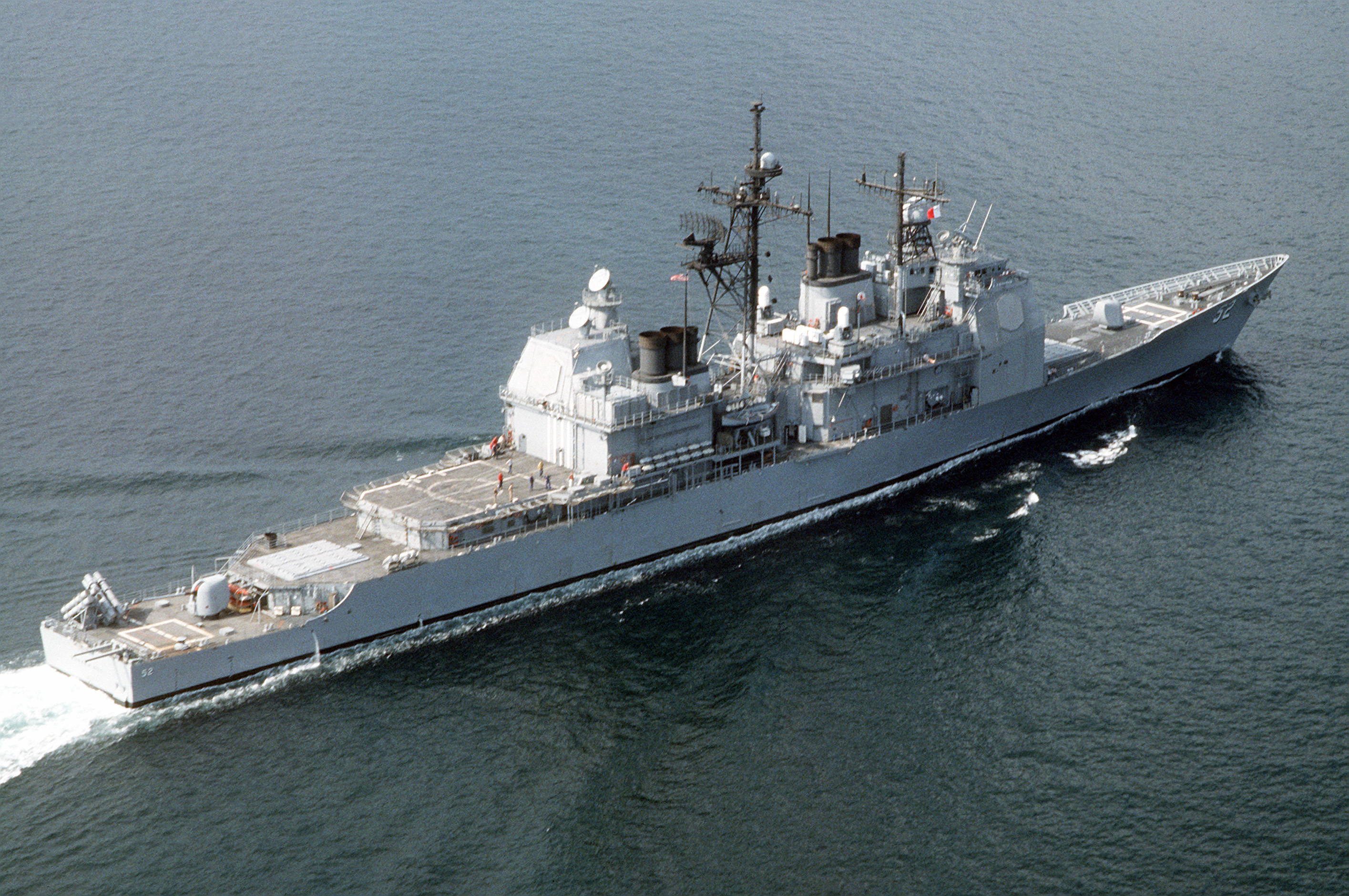
Okręt Baseline 2 USS "Bunker Hill" (CG-52) w trakcie operacji Desert Shield

Baseline 2 wprowadziła dwie pionowe wyrzutnie typu Vertical Launching System, możliwość odpalania pocisków BGM-109 Tomahawk TLAM (Tomahawk Land Attack Missile) oraz Tomahawk TASM (Tomahawk Anti-Ship Missile), a także modernizację broni przeciwpodwodnej. Dwie wyrzutnie Mk 41 Mod 0 VLS zastąpiły podwójne wyrzutnie Mk 26, została również dodana pionowa wyrzutnia pocisków Tomahawk z systemem kontroli ognia SWG-3 oraz system transmisji danych Link 11 i monitory UYQ-21. Pierwsza jednostką wyposażoną w rewolucyjny wówczas system VLS był USS "Bunker Hill" (CG-52). "Bunker Hill" zaczął dzięki temu oferować znacznie zwiększone możliwości bojowe, większą powierzchnię magazynów broni, większą silę ognia, szybki wybór broni, możliwość pokrycia ogniem 360° przestrzeni wokół siebie, mniejsze zużycie energii i większą zdolność przetrwania w warunkach bojowych. VLS mieści większą ilość uzbrojenia większej ilości typów. Wszystkie pociski przechowywane są pionowo w kanistrach z pofałdowanej stali i wystrzeliwanie pionowo w górę, w celu szybszego przystąpienia do wykonania zadania, niezależnie od kierunku celu. USS "Bunker Hill" posiada w sumie 122 pociski rakietowe, po 61 w każdej wyrzutni. Okręt może w ten sposób jednocześnie wystrzelić różnorodne pociski klasy woda-powietrze, woda-woda, czy też zaatakować cele na lądzie. Kongres Stanów Zjednoczonych nie zezwolił początkowo na instalację radarów SPS-49 i systemu transmisji danych SQQ-28 LAMPS-III w okrętach CG 54-56, jednakże udzielił zgody na to wyposażenie w roku 1984. Jednostki CG 54 i 55 posiadały niezależne holowane sonary SQR-19 oraz SQR-53A. W jednostce CG-53 zastąpiono później nadmuchiwana łódź o długości 7,31 metra Rigid Inflatable Boat (RIB) welbotem o długości 7,92 m. W jednostce CG-56 po raz pierwszy zaprezentowano średniej i wysokiej częstotliwości wmontowany w kadłub sonar SQQ-89(V)3 (ASW suite) zintegrowany z sonarami SQS-53B oraz holowanym SQR-19 i wyrzutnią torped Mk 116 Mod 6 UBFCS.
Okręty Baseline 2: USS Bunker Hill (CG-52) • USS Mobile Bay (CG-53) • USS Antietam (CG-54) • USS Leyte Gulf (CG-55) • USS San Jacinto (CG-56) • USS Lake Champlain (CG-57) • USS Philippine Sea (CG-58)

### Baseline 3
Baseline 3 wprowadziła radar AN/SPY-1B i konsole AN/UYQ-21. Ten jaśniejszy radar SPY-1B ze wzmocnioną charakterystyką radiacyjną zastąpił radar SPY-1A, w miejsce UYK-7 wprowadzone też zostały nowe komputery UYK-43 i UYK-44. Pierwszym krążownikiem Marynarki wyposażonym w radar AN/SPY-1B został USS "Priceton" (CG-59). System ten znacząco wzmacniał zdolności wykrywania oferowane przez Aegis Combat System. Radar ten, jest znacznie bardziej zaawansowany od wcześniejszej wersji, szczególnie zaś w zakresie odporności na stosowane przez przeciwnika zakłócanie elektroniczne. W połączeniu z systemem kontroli ognia Mk 99, radar ten umożliwia naprowadzanie  pocisków serii Standard na znacznie przedłużonym zasięgu. W 1996 roku, krążownik USS "Monterey" (CG-61) stał się pierwszym okrętem tej grupy wyposażonym w najnowszy radar SPY-1D(V), otrzymał on także uaktualnienie systemu bojowego w postaci nowych komputerów bojowych, konsoli oraz monitorów. Ta modyfikacja zwiększyła także możliwości przyszłych modernizacji, w szczególności zaś w zakresie walki zespołowej (Cooperative Engagement Capability), obrony antybalistycznej teatru działań oraz nowszych wersji pocisków Standard.
Okręty Baseline 3: USS Princeton (CG-59) • USS Normandy (CG-60) • USS Monterey (CG-61) • USS Chancellorsville (CG-62) • USS Cowpens (CG-63) • USS Gettysburg (CG-64)

### Baseline 4
Baseline 4 zintegrowała komputery AN/UYK-43/44 (w miejsce UYK-7 i UYK-20) z zespołem superkomputerów opracowanych dla okrętów typu DDG-51. CG 65-73 uzyskały system wizualizacji danych UYS-20 oraz różnorakie systemy wspomagania decyzji. Wszystkie okręty tej linii uzyskały sonar SQS-53C oraz procesor dźwięku (danych sonarowych) SQR-17. Ostatni okręt tej linii, USS "Port Royal" (CG-73) przyjęty do służby w sobotę, 9 lipca 1994 r., był jednocześnie ostatnim – dwudziestym siódmym – zaplanowanym okrętem typu Ticonderoga.
Okręty Baseline 4: USS Chosin (CG-65) • USS Hue City (CG-66) • USS Shiloh (CG-67) • USS Anzio (CG-68) • USS Vicksburg (CG-69) • USS Lake Erie (CG-70) • USS Cape St. George (CG-71) • USS Vella Gulf (CG-72) • USS Port Royal (CG-73)

## Modernizacje
W związku z zamiarem pozostawienia okrętów tego typu w służbie na kolejne dwie dekady, krążowniki typu Ticonderoga podlegają ciągłym modernizacjom. Ostatni z programów modernizacyjnych Cruiser Modernization Program (CMP), rozpoczął się w roku 2006, modernizacją USS "Cape St. George" (CG 71). Pakiet modernizacyjny w ramach tego programu obejmuje podniesienie standardu życia załóg na okrętach, ulepszenie systemów obronnych, modernizacje technologiczne w ramach podpakietu SmartShip upgrades, zmiany w celu ułatwienia obsługi technicznej okrętów, podpakiet Aegis Open Architecture oraz wiele innych ulepszeń, w tym przystosowanie jednostek tego typu do przyjęcia na pokłady najnowszych pocisków SM-6 ERAM mających zastąpić pociski RIM-66/RIM-67 SM-2.
SmartShip upgrades. Pakiet ten ma unowocześnić okręt poprzez automatyzacje wiele systemów jednostki, począwszy od systemów bojowych, na systemach okrętowych kończąc, na przykład poprzez wprowadzenie układów automatycznej diagnostyki i oceny uszkodzeń okrętu. Ma to w założeniu doprowadzić m.in. do zmniejszenia liczebności załogi o 50 osób.
Aegis Open Architecture. Wiele przedsiębiorstw amerykańskiej gospodarki podnosiło, iż dotychczasowy sposób budowy okrętów i kolejne modernizacje zacieśniają jedynie krąg podmiotów uczestniczących w rozwoju poszczególnych typów jednostek. Wychodząc naprzeciw oczekiwaniom gospodarki, Marynarka ogłosiła program Aegis Open Architecture mający dostosować okręty do możliwości uczestnictwa w przyszłych modernizacjach przedsiębiorstw spoza kilku największych światowych koncernów zbrojeniowych. Pierwszy tego typu pakiet zmian wprowadzono już w 1998 roku, rozszerzając go w ramach programu CMP. Otwarta architektura Aegis ma umożliwić udział w przyszłych modernizacjach mniejszych, komercyjnych przedsiębiorstw z branży informatycznej: przede wszystkim programistycznych, ale i sprzętowych.
Rozpoczęty w 2006 roku Cruiser Modernization Program, miał się zakończyć w roku 2008 zmodernizowaniem wszystkich 22 pozostałych w linii okrętów tego typu. Cały program modernizacji krążowników, ma przedłużyć okres zdatności jednostek do służby do czterdziestu lat, bez stopniowej utraty ich wartości bojowej, zapewniając w założeniu żywotność okrętów do czasu wprowadzenia do służby jednostek przyszłego typu CG(X).
W styczniu 2008 roku, firmy BAE Systems i Lockheed Martin otrzymały kontrakty na kolejna modernizację typu CG-47. W jej zakres wchodzą modyfikacje o charakterze technicznym, typu modernizacja układów elektrycznych, zastąpienie układami elektrycznym urządzeń zasilanych parą, wprowadzenie stali nierdzewnej do urządzeń sanitarnych, nowych systemów kontroli korozji, konserwacje pokładów oraz podwodnej części kadłuba, a także zmiany w zakresie systemów uzbrojenia, sensorów i komunikacji. Szczegóły modernizacji nie są jeszcze bliżej znane. Pierwszą jednostką która otrzymała pakiet modernizacyjny jest "Bunker Hill". Okręt otrzymał nowy Aegis Weapons System oraz Cooperative Engagement Capability W całej jednak historii typu, najdalej idącą modyfikacją jest modyfikacja Linebacker dostosowująca okręty Aegis, do wymagań Aegis BMD.

## Typ Ticonderoga w obronie antybalistycznej
Wszystkie okręty typu Ticonderoga powstawały jako okręty zwalczania celów powietrznych, ze zintegrowanym systemem bojowym Aegis Combat System, stając się najnowocześniejszymi na świecie okrętami obrony powietrznej teatru działań floty. W związku jednak z postępująca proliferacja broni balistycznej krótkiego (SRBM) i średniego (MRBM) zasięgu oraz decyzją Stanów Zjednoczonych o włączeniu floty do ogólnego systemu zwalczania broni balistycznej (Ballistic Missile Defense), krążowniki typu Ticonderoga – obok niszczycieli typu Arleigh Burke – stały się podstawą początkowego rozwoju okrętów systemu Aegis BMD. Przez dokonywane zmiany w systemie uzbrojenia i kierowania ogniem (Linebacker), począwszy od USS "Lake Erie" (CG-70), kolejne okręty tego typu zostały wyłączane z systemu Aegis, stając się częścią antybalistycznego systemu Aegis BMD.

## Informacje dodatkowe

### Stocznie okrętów typu CG-47

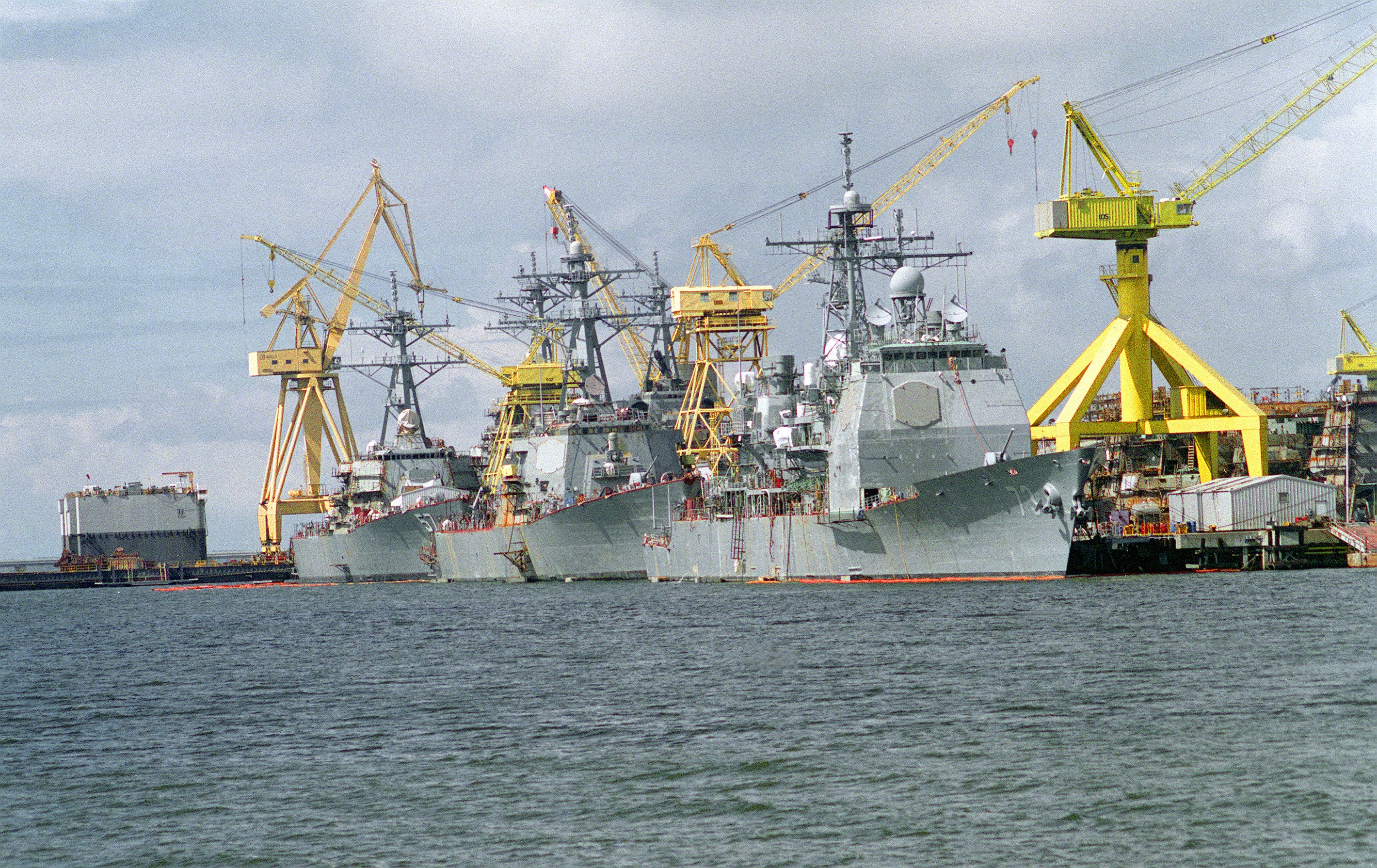
Okręty w budowie w stoczni Ingalls Shipbuilding. Na pierwszym planie USS "Port Royal" (CG-73) typu Ticonderoga

Wszystkie okręty typu Ticonderoga wybudowane zostały w stoczniach Ingalls Shipbuilding oraz Bath Iron Works. Miejsca budowy poszczególnych okrętów przedstawia tabela nr 1:
| Stocznia             | Okręty |
| -------------------- | --- |
| Ingalls Shipbuilding | CG-47 • CG-48 • CG-49 • CG-50 • CG-52 • CG-53 • CG-54 • CG-55 • CG-56 • CG-57 • CG-59 • CG-62 • CG-65 • CG-66 • CG-68 • CG-69 • CG-71 • CG-72 • CG-73 |
| Bath Iron Works      | CG-51 • CG-58 • CG-60 • CG-61 • CG-63 • CG-64 • CG-67 • CG-70                                                                                         |

### Lata budowy i służby
Poniżej, w tabeli nr 2, przedstawiono daty wodowania, wejścia do służby i w przypadkach których to dotyczy, także daty wycofania ze służby.
|                                | Wodowanie            | Port macierzysty | Wejście do służby | Wycofanie ze służby |
| ------------------------------ | -------------------- | ---------------- | ----------------- | ------------------- |
| USS "Ticonderoga" (CG-47)      | 25 kwietnia 1981     | Pascagoula       | 22 stycznia 1983  | 30 września 2004    |
| USS „Yorktown” (CG-48)         | 17 stycznia 1983     | Pascagoula       | 4 lipca 1984      | 10 grudnia 2004     |
| USS "Vincennes" (CG-49)        | 14 kwietnia 1984     | San Diego        | 6 lipca 1985      | 29 czerwca 2005     |
| USS "Valley Forge" (CG-50)     | 23 czerwca 1984      | San Diego        | 18 stycznia 1986  | 30 sierpnia 2004    |
| USS "Thomas S. Gates" (CG-51)  | 14 grudnia 1985      | Norfolk          | 22 sierpnia 1987  | 16 grudnia 2005     |
| USS "Bunker Hill" (CG-52)      | 11 marca 1985        | Yokosuka         | 20 września 1986  | 22 września 2023    |
| USS "Mobile Bay" (CG-53)       | 22 sierpnia 1985     | Yokosuka         | 21 lutego 1987    | 10 sierpnia 2023    |
| USS "Antietam" (CG-54)         | 14 lutego 1986       | San Diego        | 6 czerwca 1987    | 27 września 2024    |
| USS "Leyte Gulf" (CG-55)       | 20 czerwca 1986      | Mayport          | 26 września 1987  | 20 września 2024    |
| USS "San Jacinto" (CG-56)      | 14 listopada 1986    | Norfolk          | 23 stycznia 1988  | 15 września 2023    |
| USS "Lake Champlain" (CG-57)   | 3 kwietnia 1987      | San Diego        | 12 sierpnia 1988  | 1 września 2023     |
| USS "Philippine Sea" (CG-58)   | 12 lipca 1987        | Mayport          | 18 marca 1989     | 2024                |
| USS "Princeton" (CG-59)        | 2 października 1987  | San Diego        | 11 lutego 1989    | 2024                |
| USS "Normandy" (CG-60)         | 19 marca 1988        | Norfolk          | 9 grudnia 1989    | 2024                |
| USS "Monterey" (CG-61)         | 23 października 1988 | Norfolk          | 16 czerwca 1990   | 16 września 2022    |
| USS "Chancellorsville" (CG-62) | 15 lipca 1988        | Yokosuka         | 4 listopada 1989  | 2024                |
| USS "Cowpens" (CG-63)          | 11 marca 1989        | San Diego        | 9 marca 1991      | 27 sierpnia 2024    |
| USS "Gettysburg" (CG-64)       | 2 lipca 1989         | Mayport          | 2 czerwca 1991    | 2026                |
| USS "Chosin" (CG-65)           | 1 września 1989      | Pearl Harbor     | 12 stycznia 1991  | 2026                |
| USS "Hué City" (CG-66)         | 1 czerwca 1990       | Mayport          | 14 września 1991  | 23 września 2022    |
| USS "Shiloh" (CG-67)           | 8 września 1990      | San Diego        | 18 lipca 1992     | 2027                |
| USS "Anzio" (CG-68)            | 2 listopada 1990     | Norfolk          | 10 lutego 1992    | 22 września 2022    |
| USS "Vicksburg" (CG-69)        | 7 września 1991      | Mayport          | 14 listopada 1992 | 28 czerwca 2024     |
| USS "Lake Erie" (CG-70)        | 13 lipca 1991        | Pearl Harbor     | 24 lipca 1993     | 2028                |
| USS "Cape St. George" (CG-71)  | 10 stycznia 1992     | Norfolk          | 13 czerwca 1993   | 2028                |
| USS "Vella Gulf" (CG-72)       | 13 czerwca 1992      | Norfolk          | 12 lipca 1993     | 4 sierpnia 2022     |
| USS "Port Royal" (CG-73)       | 20 listopada 1992    | Pearl Harbor     | 9 lipca 1994      | 29 września 2022    |